# ژوجیاجیاو
ژوجیاجیاو (به لاتین: Zhujiajiao) یک شهرک در جمهوری خلق چین است که در کینگپو واقع شده‌است. ژوجیاجیاو ۶۰٬۰۰۰ نفر جمعیت دارد.

## نگارخانه

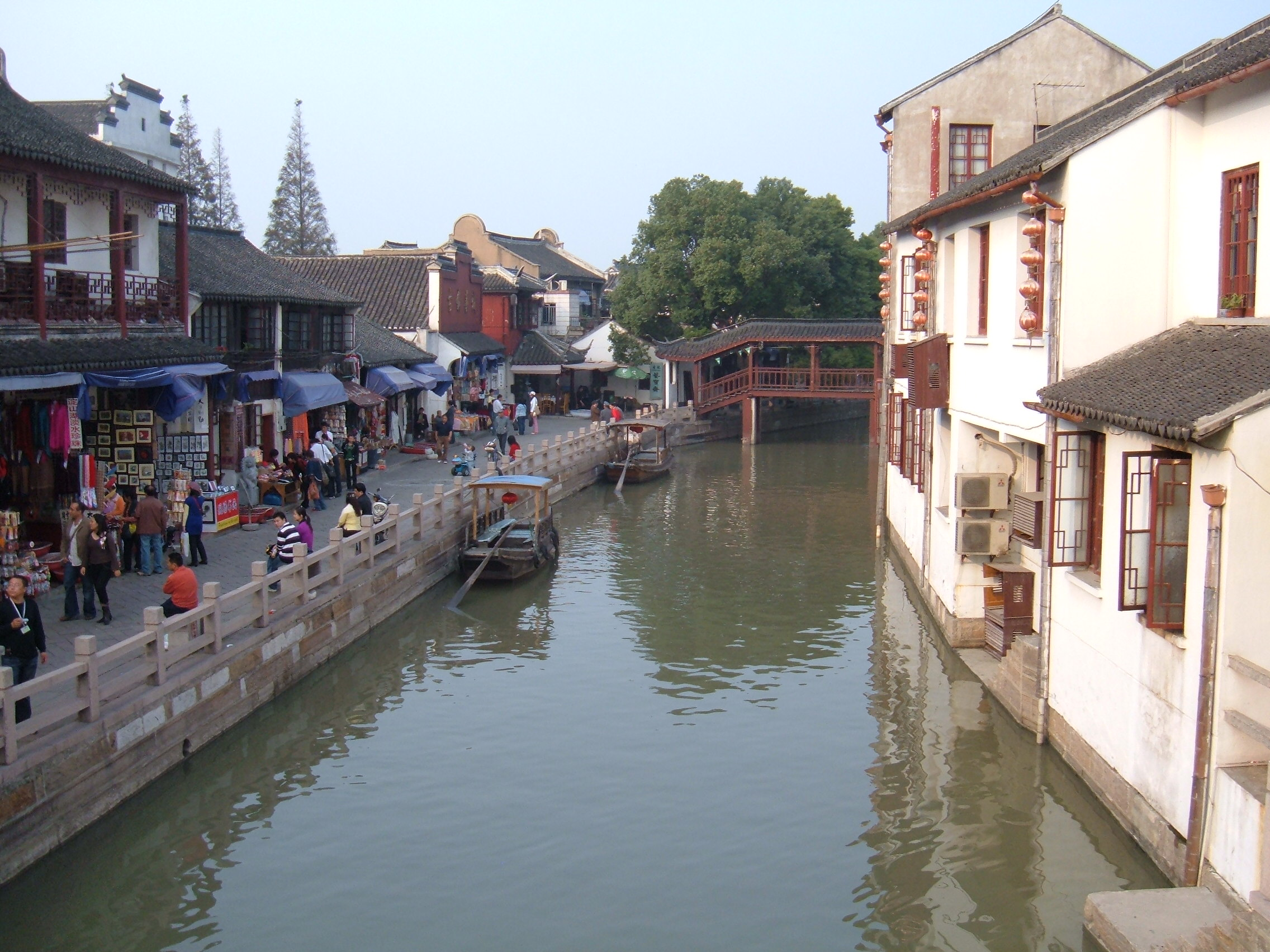
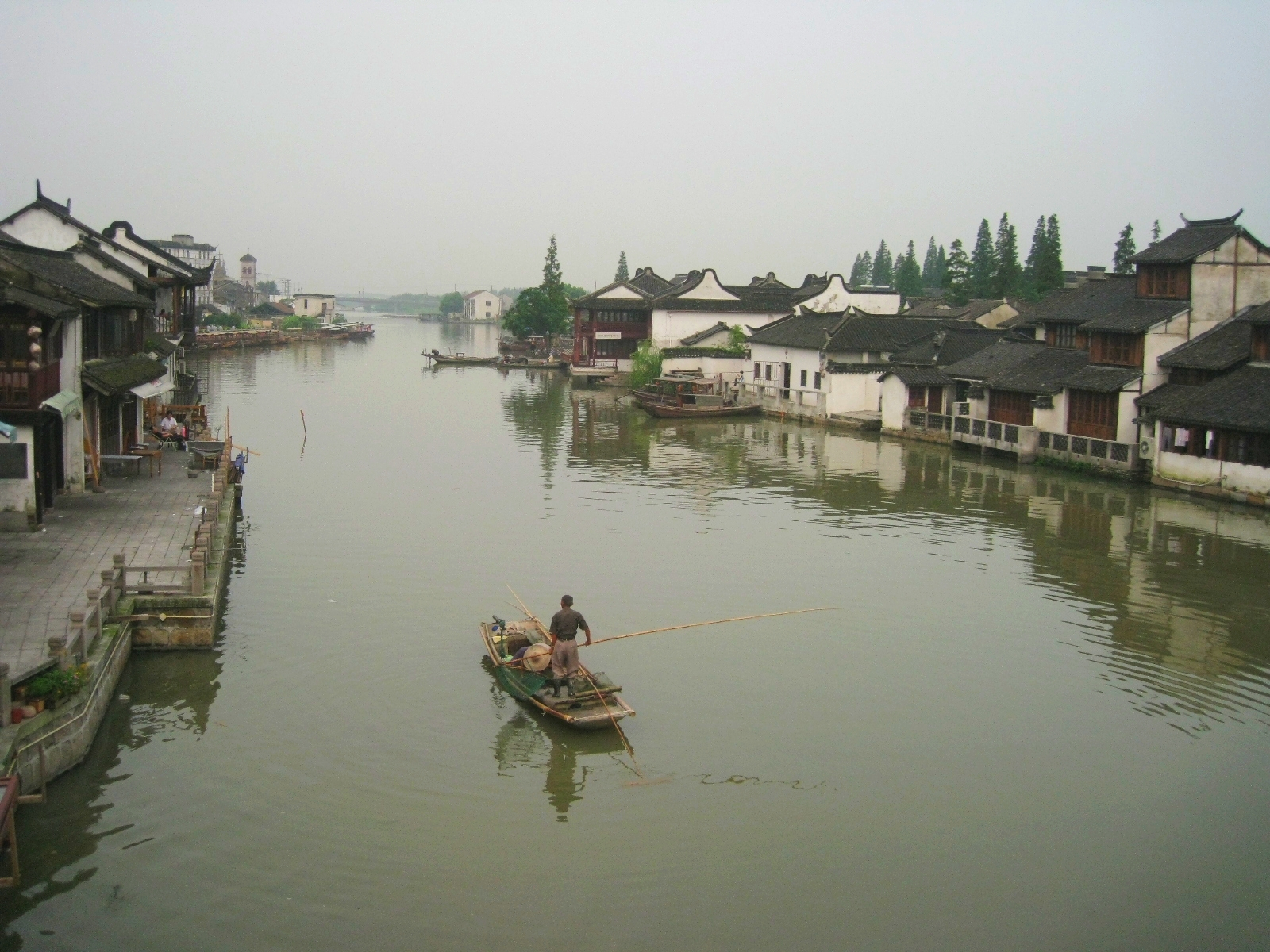
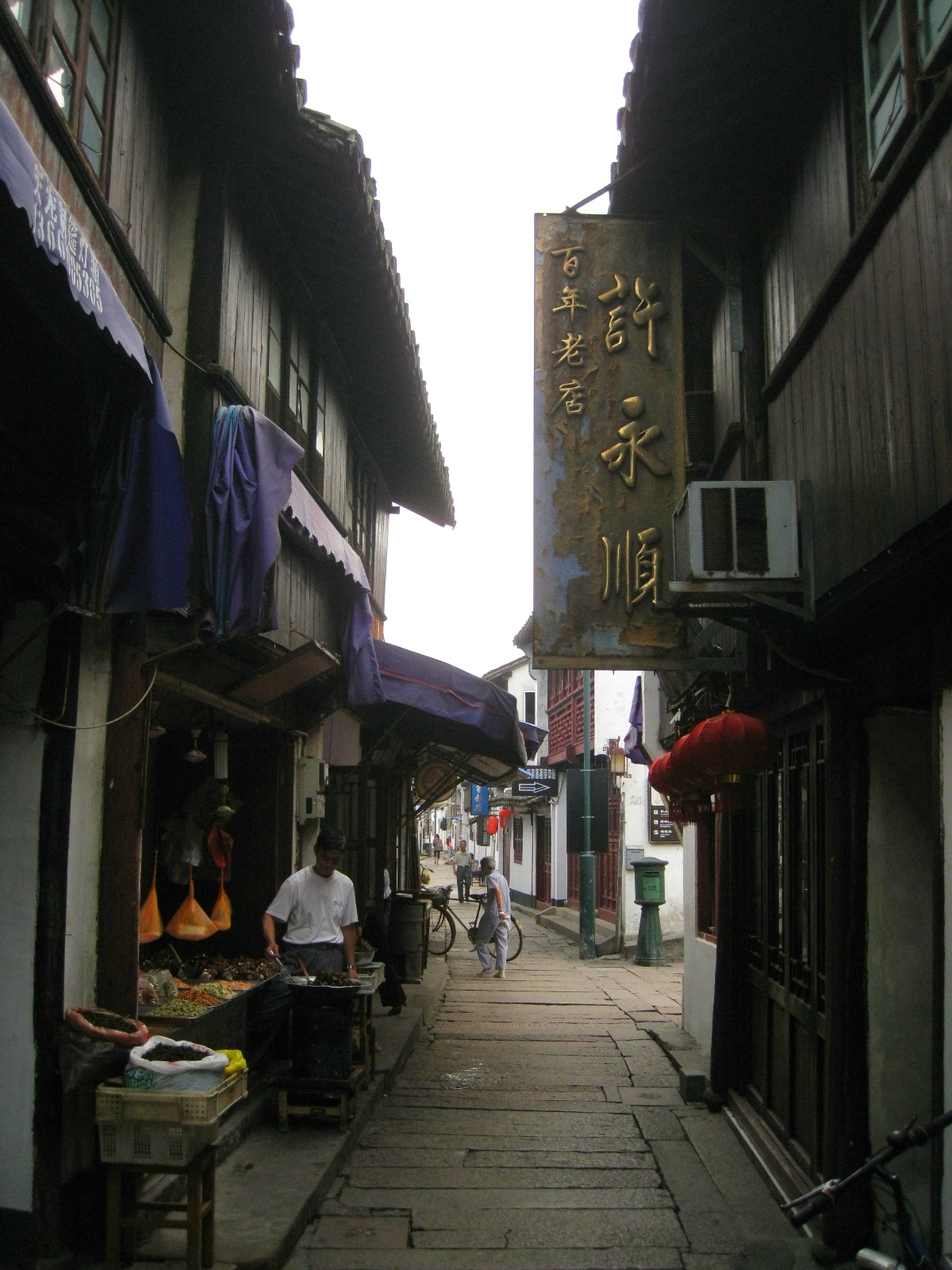
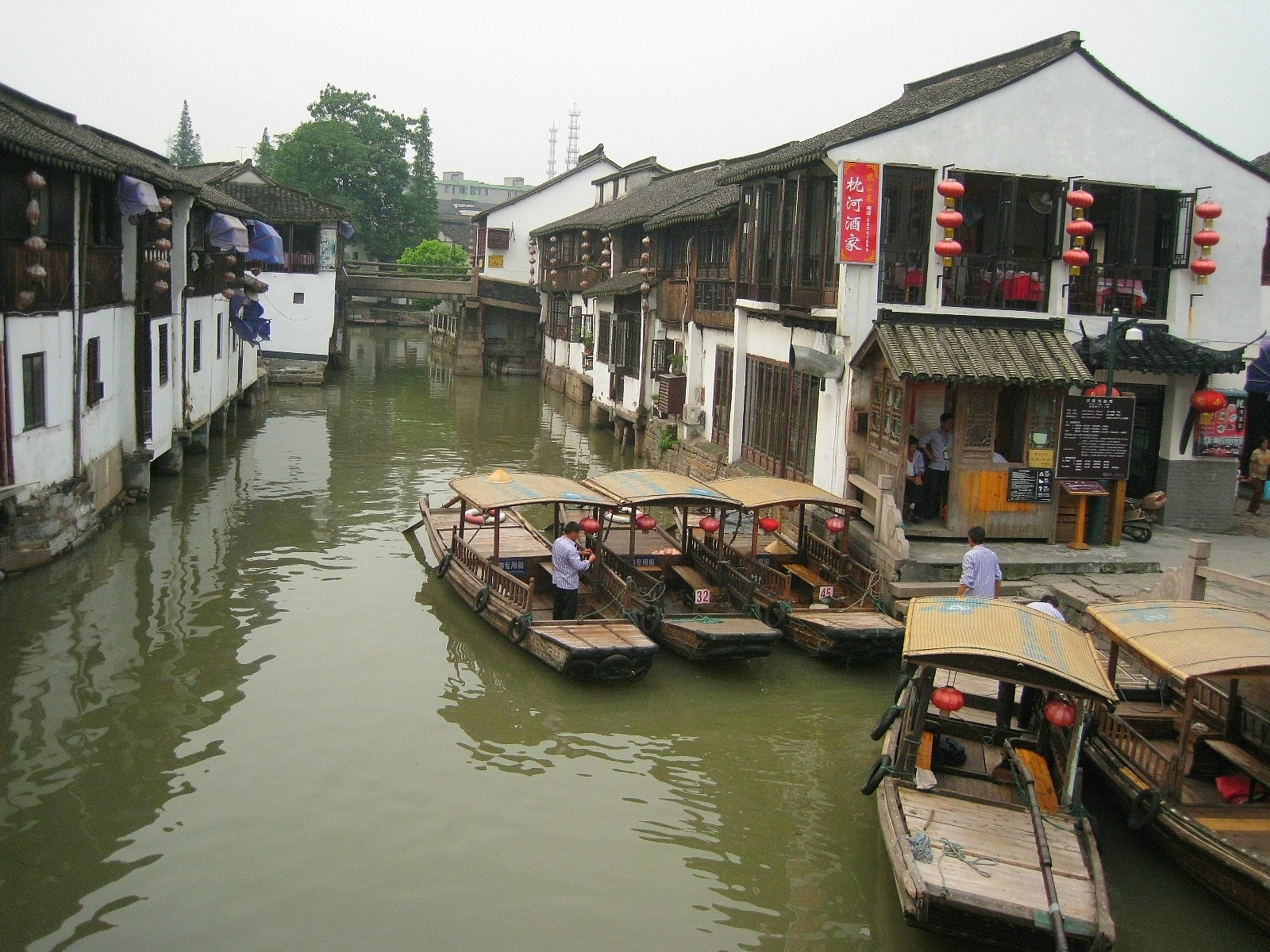
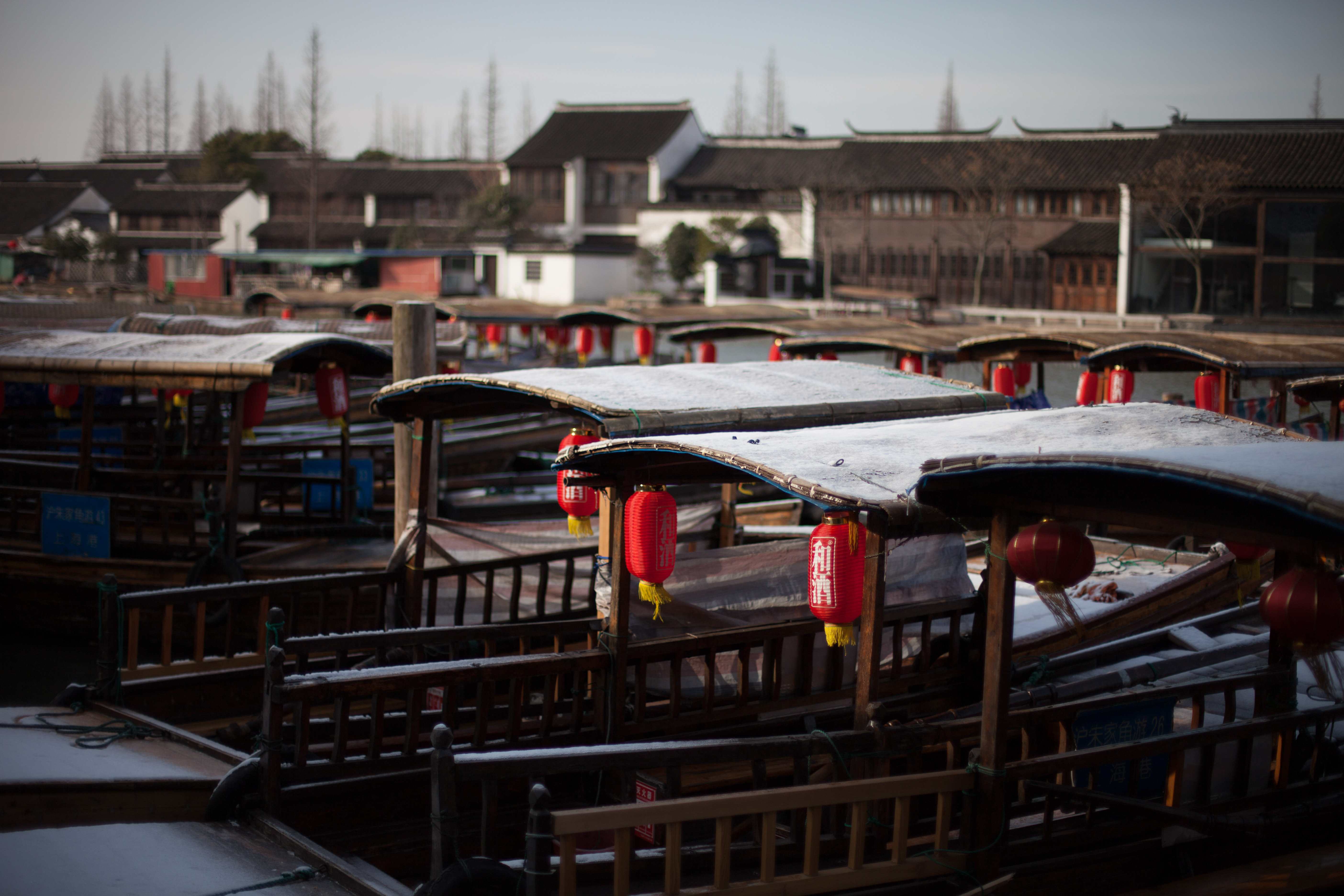